# Liceo classico Celio
Il  Liceo classico Celio  è uno storico liceo di Rovigo, fondato nel 1860 durante la dominazione austriaca. Attualmente, dopo l'annessione all'Istituto Magistrale "Roccati" (sempre con sede a Rovigo), la nuova denominazione della scuola è "Celio-Roccati" e ospita non solo l'indirizzo classico, ma anche il liceo linguistico, il liceo artistico e il liceo delle scienze umane, quest'ultimo anche con l'opzione economico-sociale.

## Storia
Con dispaccio ministeriale datato 19 ottobre 1860, il governo asburgico approvò l'istituzione di un ginnasio statale a Rovigo, limitato alle quattro classi del corso inferiore.
A dirigere il nuovo istituto fu chiamato Giusto Grion, che pochi mesi dopo fu sostituito da Leopoldo Malipiero, che insegnava lettere nel ginnasio di Venezia.
La prima sede fu in una palazzina di proprietà comunale presso lo scomparso Ponte del Sale, all'angolo dell'attuale via Laurenti, ponte che attraversava il naviglio Adigetto, all'epoca ancora nell'alveo originale.
Il primo anno scolastico venne inaugurato il 17 dicembre 1860.
Dopo la liberazione del Veneto, il 18 novembre 1866 la città di Rovigo ottiene l'istituzione di un corso ginnasiale completo e la sede del liceo fu spostata in Palazzo Montalti.
Il primo preside del liceo italiano fu il sacerdote irredentista Luigi Fogolari, esule triestino, cui seguirono Giovanni Biasutti e il patriota e studioso veneziano Francesco Berlan.
In seguito al bombardamento anglo-americano della zona di via Badaloni, avvenuto fra il 22 e il 23 febbraio 1945, anche la sede del Liceo Ginnasio Celio fu gravemente colpita. La ricostruzione nel dopoguerra avvenne nello stesso sito in via Badaloni (con un mosaico esterno di Virgilio Milani), ritenuto fondamentale perché la strada rappresentava l'accesso sud al centro città di Rovigo; infatti nella stessa via troviamo oltre al Liceo Celio che rappresenta l'Istruzione Superiore, anche l'ospedale che rappresenta la sanità (il palazzo con l'importante portale di accesso è rimasto ma è ora usato dagli uffici comunali, perché il nuovo ospedale è stato costruito altrove per problemi logistici) e il Duomo, l'antica cattedrale di Rovigo che rappresenta il più importante luogo di fede cristiana della città. La via poi proseguiva sull'importante Ponte del Sale sul fiume Adigetto (ora chiuso e diventato Corso del Popolo) ed arrivava alla piazza principale della città. Faceva parte quindi di una logistica della città importante perché è l'istituto superiore più antico di Rovigo e ne fa parte tuttora, visto che la sede è nello stesso posto.
Dall'anno scolastico 1995-96, si è aggiunto un indirizzo liceale linguistico, seguito dall'accorpamento e annessione all'Istituto Magistrale "Cristina Roccati".

### Il nome del liceo
Il regio decreto 29 settembre 1867 conferì all'istituto la denominazione di Liceo Celio, in onore dell'umanista Ludovico Ricchieri, detto "Celio Rodigino".